# Lahn-Dill-Eder (Kirchenbezirk)
Der Bezirk Lahn-Dill-Eder war der nördlichste Bezirk des Bistums Limburg. Seinen Namen hatte der Bezirk von den drei Flüssen Lahn, Dill und Eder, die das Gebiet durchfließen. Der Bezirk ging von Sinn (Lahn-Dill-Kreis) im Süden bis nach Battenberg (Kreis Waldeck-Frankenberg) im Norden.
An die Stelle der Bezirke traten zum 1. Mai 2024 die Regionen.

## Größe und Lage
Der Bezirk gehörte flächenmäßig zu den größten Bistumsbezirken, hatte aber aufgrund der Diaspora-Situation vergleichsweise wenige Katholiken (23.000. Zum Vergleich: Das Bistum Limburg hat mit seinen 11 Bezirken insgesamt 669.271 (31. Dezember 2008 / AP2010)). Ca. 80 km trennten die nördlichste von der südlichsten Pfarrgemeinde. Im Bezirk gab es drei Gemeinden. Diese entstanden 2016 durch die Zusammenlegung mehrerer Pfarreien und orientierten sich an den sog. „Pastoralen Räumen“. In Dillenburg war das katholische Bezirksbüro zu finden. Letzter Bezirksdekan war Pfarrer Christian Fahl.
Es gab drei Pfarreien:

### St. Josef Biedenkopf
Zur Pfarrei St. Josef Biedenkopf gehören neben St. Josef noch Maria Himmelfahrt Breidenbach, Maria Königin Gladenbach, St. Johannes Nepomuk, Bad Endbach-Hartenrod und St. Marien Battenberg. Die ehemals selbstständigen Pfarreien/Kirchengemeinden wurden am 10. Juli 2016. In der neuen Großpfarrei leben ca. 7.900 Katholiken, die Gesamtfläche beträgt fast 570 km² und erstreckt sich von Hartenrod bis Bromskirchen und von Buchenau bis Oberdieten. Der Pastorale Raum gliedert sich in fünf Pfarreien bzw. Pfarrvikarien.

### Herz Jesu Dillenburg
Die Pfarrei Herz Jesu Dillenburg ist ein Zusammenschluss der ehemaligen Pfarreien/Kirchengemeinden Herz Jesu Dillenburg, Maria Himmelfahrt Haiger, St. Josef Eschenburg-Eibelshausen und Zu den heiligen Engeln Haiger-Fellerdilln.

### St. Petrus Herborn
Zum 1. Januar 2015 haben sich die Pfarreien Hl. Geist Bicken, Hl. Dreifaltigkeit Breitscheid, Maria Himmelfahrt Driedorf, St. Petrus Herborn und St. Michael Sinn zu einer neuen Pfarrei zusammengeschlossen, die den Namen St. Petrus trägt. Der Gründungsgottesdienst fand unter Beteiligung aller Gemeinden 11. Januar 2015 in Herborn statt.

### Bezirkssynodalrat
Im Bezirkssynodalrat (BSR) waren die Mitglieder der Bezirksversammlung vertreten und zusätzlich die gewählten Vertreter der Priester und Diakone, sowie die gewählten Vertreter der Pastoralreferenten und Gemeindereferenten, die hauptamtlich im Bezirk als Seelsorger arbeiteten. Der Bezirkssynodalrat wirkte in allen Angelegenheiten mit, die die katholische Kirche im nördlichen Teil des Lahn-Dill-Eder-Kreises und in Teilen des Landkreises Marburg-Biedenkopf betrafen. Er beriet den Bezirksdekan und ist an Willensbildung und Entscheidungsfindung in gemeinsamer Verantwortung von Amt und Mandat beteiligt. Die Amtszeit für beide Gremien dauerte vier Jahre.
Aus den Pfarrgemeinderäten wurden Mitglieder in die Bezirksversammlung Lahn-Dill-Eder (mit Vertretern der dritten Pfarrei „St. Elisabeth an Lahn und Eder“, Gladenbach) gewählt.

### Vertretung auf Bistumseben
Daniela Erdmann, Peter Pracht und Joachim Stowasser vertreten den Bezirk in der Diözesanversammlung (DV) auf Bistumsebene. Zudem sind Leo Schnaubelt und Christian Pulfrich durch Zuwahl Mitglied in der DV. Daniela Erdmann und Christian Pulfrich sind zudem Mitglied des Präsidiums der DV.
Daniela Erdmann und Joachim Stowasser wurden von der DV in den Diözesansynodalrat (DSR) gewählt. Er ist das synodale Gremium auf Ebene des Bistums, das an der Willensbildung und Entscheidungsfindung in gemeinsamer Verantwortung teilnimmt und den Bischof berät.
Christian Pulfrich ist zum vierten Mal – zusammen mit Barbara Wieland (Frankfurt) und Wiegand Otterbach (Höhr-Grenzhausen) – als Vertreter der Limburger Laien ins Zentralkomitee der deutschen Katholiken (ZdK) gewählt worden.

## Einrichtungen
Im Kirchenbezirk Lahn-Dill-Eder bestehen folgende Einrichtungen:
- Caritasverband Wetzlar/Lahn-Dill-Eder
- Katholische Fachstelle für Jugendarbeit Wetzlar/Lahn-Dill-Eder
- Katholische Familienbildungsstätte Limburg
- KEB Bildungswerk Lahn-Dill-Eder
- KEB Bildungswerk Wetzlar-Lahn-Dill-Eder
- kfd, Bezirk Lahn-Dill-Eder
- kfd - Bezirksteam, Lahn-Dill-Eder